# Special Operations Service Ribbon
Le Special Operations Service Ribbon (en français : ruban du service des opérations spéciales) est une décoration militaire des États-Unis d'Amérique. Cette récompense de service de la Garde côtière des États-Unis a été décernée pour la première fois le 1er juillet 1987 sur ordre du commandant de la Garde côtière, l’amiral Paul A. Yost Jr. La récompense est accordée pour certains actes de service méritoire non combattant, pour lesquels aucune autre médaille ou ruban de service n’est accordée.
Les quatre principaux domaines d’admissibilité au Special Operations Service Ribbon sont les suivants :
- Opérations de la Garde côtière d’une nature particulière impliquant la participation de plusieurs organismes liés à la sécurité nationale ou à l’application de la loi.
- Opérations spéciales de la Garde côtière à l’appui d’événements spéciaux qui suscitent un grand intérêt des médias et du public.
- Opérations de la Garde côtière ou implication d’un gouvernement étranger dans tous les domaines de sauvetage de vies et de biens en mer.
- Opérations de la Garde côtière pour aider les pays amis et/ou en développement.

C’était initialement une récompense unique, interdisant l’utilisation d’étoiles de service, mais plusieurs attributions du Special Operations Service Ribbon sont maintenant désignées par des étoiles de service.
Le commandant de la Garde côtière a également autorisé périodiquement l’attribution du Special Operations Service Ribbon à certains navires de guerre, escadrons d’aviation et autres unités sélectionnées de la marine américaine, principalement pour le soutien aux opérations de lutte contre le trafic de stupéfiants dirigées par l’USCG, et aux unités de l’US Navy et de l’US Air Force qui aident aux opérations de recherche et de sauvetage et/ou lors de catastrophes naturelles en partenariat avec la Garde côtière américaine.